# Бела Мелиш
Бела Мелиш (мађ. Melis Béla; Бекешчаба, 25. септембар 1959) је бивши мађарски фудбалер који је играо на позицији нападача. Био је члан тима за ФИФА Светско првенство за младе 1979. и постао је најбољи стрелац НБ I у сезони 1987/88.

## Клупска каријера
Као јуниор у лето 1972. године прешао је из Салвај СЕ у Бекешчабу Елере. Остатак јуниорских година провео је у тиму Бекешчаба Елера. Као сениор одатле се 1977. године придружио тадашњем друголигашу Солнок МАВу, где је играо до 1978. године. У сезони 1978/79, играо је у тиму Бп Хонвед. Пошто је у јесењем делу сезоне 1979/80. већ био члан клуба, постао је и члан шампионске екипе. Између 1979. и 1985. поново је био играч Бекешчабе, затим је играо две сезоне у Раба ЕТО, када су у сезони 1985/86. освојили треће место. У сезони 1987/88. потписао је уговор са тимом Дебрецина МВСЦ и постао најбољи стрелац лиге са 19 голова. Крајем октобра 1988. године, у вези са крзненом афером, МЛС му је суспендовао фудбалску лиценцу, које је добио назад већ у јануару 1989. године, након што полицијска истрага није доказала његову кривицу. Тада више није желео да игра у Дебрецину али му је отпала могућност играња у иностранству. Због суспензије, такође није могао да присуствује церемонији доделе Златне копачке Франс фубала. Од фебруара 1989. ДМВСЦ га је позајмио Вашашу, где је на крају сезоне завршио своју НБ I каријеру.

## Репрезентација
За репрезентацију Мађарске ја наступао у три различите категорије. У омладинској селекцији Мађарске је наступио 1977. и 1978. године и играо је на осам утакмица и постигао је два гола. У периоду од 1979. до 1981. године играо је осам пута у резервном репрезентативном тиму и постигао је три гола. У олимпијској репрезентацији Мађарске је 1988. године играо на три утакмице и постигао је два гола.

## Остварења
- Прва лига Мађарске у фудбалу
  - шампион: 1979/80.
  - 3. место: 1985/86.
  - Најбољи стрелац Мађарске лиге: 1987/88., (19. голова)